# Ewald Balser
Ewald Balser (Elberfeld, 1898. október 5. – Bécs, 1978. április 17.) osztrák színész.

## Élete és pályafutása
Iparművészetet és színészetet tanult. 1919-től osztrák, svájci és német színpadokon szerepelt. 1928-tól a Burgtheater, 1932-től a berlini Volksbühne, 1935–1944 között pedig a berlini Deutsches Theater tagja volt. 1945 után ismét Ausztriában élt. 1963-ban a Burgtheater tiszteletbeli tagja lett.

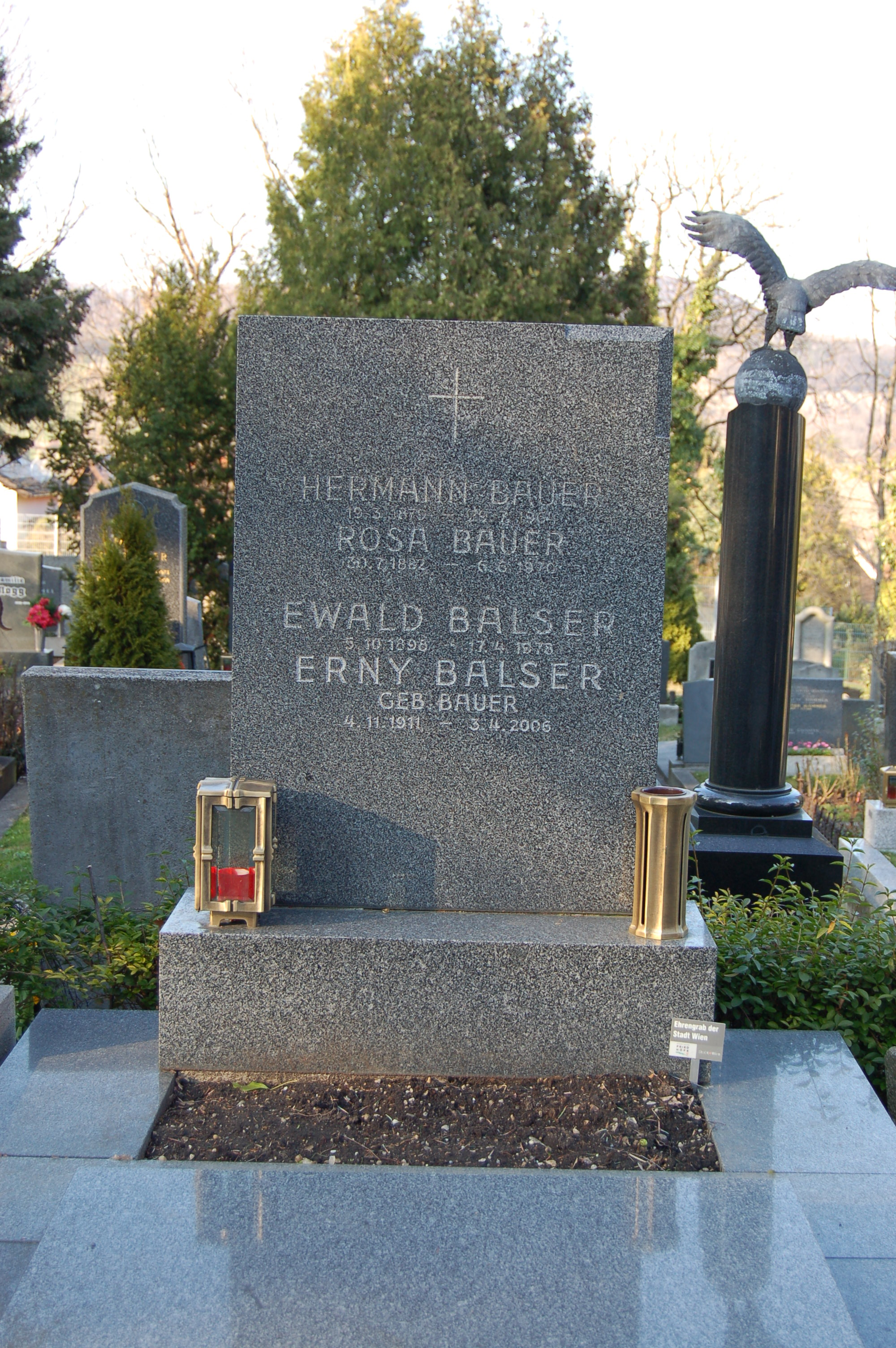
Ewald Balser sírja

## Magánélete
Első felesége Vera Balser-Eberle (1897–1982) német színésznő volt. 1950–1978 között között Ernestine Bauer volt a párja.

## Filmjei
- Asszony a válaszúton (1938)
- Intermezzo (1939)
- Felszabadulás (1939)
- Gazdátlan szív (1940)
- Rembrandt (1942)
- Rejtély (1943)
- Gondolj rám! (Glaube an mich) (1946)
- A per (Der Prozess) (1948)
- Eroica (1949)
- A hazugság (Die Lüge) (1950)
- Az elveszett év (Das gestohlene Jahr) (1951)
- Spionage (1955)
- Az ígéret - Fényes nappal történt (1958)
- Három a kislány (1958)
- Don Carlos (1961)